# Закон и порядок: Лос-Анджелес
«Закон и порядок: Лос-Анджелес» (англ. Law & Order: Los Angeles) — американский телевизионный сериал, выходящий на телеканале NBC с 29 сентября 2010 года по 11 июля 2011 года. Является четвёртым спин-оффом оригинального шоу Закон и порядок, созданного Диком Вульфом.

## История создания
10 января 2010 года глава NBC Анджела Бромстад объявила что планирует заказать новый спин-офф сериала и ведет переговоры с создателем Диком Вульфом о производстве нового сериала.
В мае 2010 года руководство канала объявило, что 13 эпизодов шоу выйдет в эфир. Новый спин-офф транслировался по средам в 22:00 после популярного шоу «Закон и порядок: Специальный корпус» — первого спин-оффа оригинального сериала.
Персонаж Скита Ульриха, Детектив Рекс Уинтерс, перед появлением в Закон и порядок: Лос-Анджелес появился в одном из эпизодов шоу «Закон и порядок: Специальный корпус». Между тем персонаж лауреата премий «Эмми» и «Золотой глобус», актрисы Маришки Харгитей, в роли детектива Оливии Бенсон появится в новом спин-оффе, Оливия приезжает в Лос-Анджелес для расследования жестокой серии убийств.

## В ролях
- Скит Ульрих — старший детектив Рекс Уинтерс
- Кори Столл — младший детектив Томас «Ти Джей» Ярузальский
- Рэйчел Тикотин — лейтенант Арлин Гонсалес
- Терренс Ховард — старший заместитель окружного прокурора Джохан «Джо» Деккер
- Альфред Молина — старший заместитель окружного прокурора Рикардо Моралес
- Реджина Холл — младший заместитель окружного прокурора Эвелин Прайс
- Меган Бун — младший заместитель окружного прокурора Лорен Стэнтон
- Питер Койоти — окружной прокурор

## Список эпизодов

### Сезон 1 (2010 - 2011)
| № | Название                             | Режиссёр          | Автор сценария            | Дата премьеры    | Произв. код | Зрители в США (млн) |
| --- | ------------------------------------ | ----------------- | ------------------------- | ---------------- | ----------- | ------------------- |
| 1 | «Голливуд» «Hollywood»               | Аллен Култер      | Дик Вульф & Блейк Мастерс | 29 сентября 2010 | 01001       | 10.64               |
| Эпизод будет основан на "Грабителях с кольцом побрякушек", группе вышедших из-под контроля детей, обвиняемых в нападении на дома таких актеров, как Пэрис Хилтон и Орландо Блум. Детективы Уинтерс и Ярушальски отслеживают деятельность технически подкованной группы подростков, которые, как они подозревают, переросли из ограбления богатых и знаменитых в убийство. |                                      |                   |                           |                  |             |                     |
| 2 | «Эхо-парк» «Echo Park»               | Алекс Чаппл       | Питер Блонер              | 6 октября 2010   | 01002       | 8.26                |
| 3 | «Портовый город» «Harbor City»       | Ник Гомес         | Джуди МакКрири            | 13 октября 2010  | 01004       | 7.26                |
| 4 | «Сильмар» «Sylmar»                   | Константин Макрис | Ричард Сверен             | 20 октября 2010  | 01005       | 8.12                |
| Когда лаборатория по производству метамфетамина в Сильмаре взрывается, убивая двух детей, Ти Джей и Уинтерс отправляются в одиссею, которая раскрывает банду радикальных мусульман, одержимых идеей бомбить Лос-Анджелес. |                                      |                   |                           |                  |             |                     |
| 5 | «Пасадена» «Pasadena»                | Роджер Янг        | Дебра Дж. Фишер           | 3 ноября 2010    | 01006       | 7.83                |
| 6 | «Поле Хондо» «Hondo Field»           | Эд Бьянки         | Майкл С. Черначин         | 10 ноября 2010   | 01007       | 6.80                |
| 7 | «Баллона-Крик» «Ballona Creek»       | Винсент Мисиано   | Ричард Сверен             | 17 ноября 2010   | 01008       | 7.84                |
| 8 | «Плайя Виста» «Playa Vista»          | Жан Де Сегонзак   | Джули Мартин              | 1 декабря 2010   | 01003       | 9.15                |
| 9 | «Каньон Зума» «Zuma Canyon»          | Том Дичилло       | Ричард Сверен             | 11 апреля 2011   | 01014       | 6.10                |
| 10 | «Серебряное озеро» «Silver Lake»     | Кристофер Мисиано | Питер Блонер              | 11 апреля 2011   | 01015       | 6.10                |
| 11 | «Восточная Пасадена» «East Pasadena» | Кристофер Мисиано | Ричард Сверен             | 18 апреля 2011   | 01019       | 5.12                |
| 12 | «Каньон Бенедикта» «Benedict Canyon» | Алекс Чаппл       | Майкл С. Черначин         | 25 апреля 2011   | 01018       | 5.79                |